# Емануеле Джуиди
Емануеле Джуиди (на италиански: Emanuele Guidi; роден на 16 септември 1969 г. в Сан Марино) е санмарински състезател по стрелба с лък.
Представител е на Сан Марино на Летните олимпийски игри през 2012 г., където завършва на 64-то място в индивидуалното класиране. Той има 2 деца.